# Carlos Coelho
Pour le footballeur portugais, voir Carlos Coelho (football).
Carlos Coelho, né le 20 mai 1960 à Lisbonne, est un homme politique portugais, membre du Parti social démocrate. 

## Biographie
Député européen de 1994 à 2019, il fait partie du groupe du Parti populaire européen (PPE). Il est membre de la commission des libertés civiles, de la justice et des affaires intérieures et de la délégation à l'Assemblée parlementaire paritaire ACP-UE. Il est membre suppléant de la commission du développement et de la sous-commission droits de l'homme ainsi que de la délégation pour les relations avec le Japon.
Après avoir quitté le Parlement européen en 2019, il le retrouve en juillet 2023, après la démission d'Álvaro Amaro. Il siège jusqu'à la fin de la législature en juillet 2024.